# Dolores Jiménez Hernández
Dolores Jiménez Hernández (Ciudad de México,1 de abril de 1955) es una diplomática mexicana, que actualmente funge como Embajadora de México en Honduras.

## Biografía
Es Licenciada en Relaciones Internacionales por la Universidad Nacional Autónoma de México. Sus estudios de especialización en Diplomacia los realizó en la Universidad Nacional de Australia. Fue asistente de finanzas y de actas de las Reuniones del Consejo Coordinador Empresarial (1976-1979). Posteriormente, fue analista de Asuntos financieros internacionales en la Secretaría de Hacienda y Crédito Público (1980-1981).

## Carrera diplomática
En 1982 ingresó al Servicio Exterior Mexicano. En la Secretaría de Relaciones Exteriores se desempeñó como Jefe del Departamento para el Pacífico Oriental (1984-1985) y como Subdirectora para Japón en la Dirección General para el Pacífico (1986-1991). Asimismo, se desempeñó como Asesora del Subsecretario para Naciones Unidas (2002-2003) y directora general Adjunta para la Asamblea General y Organismos Especializados del Sistema de Naciones Unidas (2004-2007). 
En el exterior ha sido Delegada ante la Misión Permanente de México ante los Organismos Internacionales con sede en Ginebra, que incluyen la Organización Mundial de la Salud (OMS); la Organización Internacional del Trabajo; la Organización Mundial de la Propiedad Intelectual (OMPI); la Unión Internacional para la Protección de las Obtenciones Vegetales; la Organización Internacional para las Migraciones; las Reuniones del Consejo Económico y Social de las Naciones Unidas, y las Reuniones y Conferencias de las partes de los Convenios sobre el Cambio Climático y la Diversidad Biológicadurante (1991-1997).
Fue funcionaria en la Organización Mundial de la Propiedad Intelectual, desempeñándose como Directora de Desarrollo de Políticas y Relatora de la Comisión Asesora de Políticas (1999-2002); asimismo como Consejera Principal de la Dirección de Planeación Estratégica y Secretaria del Grupo de Desarrollo de Políticas (1998- 1999).
Fungió como representante Permanente Alterna ante la Organización de la Aviación Civil Internacional de 2007 a 2011, con sede en Montreal y con el mismo cargo en la Organización de los Estados Americanos (OEA), en Washington de 2011 a 2015.
En 2015 fue designada como Embajadora de México en la República de Honduras, donde ha trabajado por ampliar la cooperación, entre México y Honduras, en materia de seguridad, desastres naturales y migración.